# Modisimus pulchellus
Modisimus pulchellus är en spindelart som beskrevs av Banks 1929. Modisimus pulchellus ingår i släktet Modisimus och familjen dallerspindlar.
Artens utbredningsområde är Panama. Inga underarter finns listade i Catalogue of Life.